# Sarcopera
Die Sarcopera sind eine Pflanzengattung aus der Familie der Marcgraviaceae mit neun Arten.

## Beschreibung
Sarcopera sind wuchernde Sträucher oder Lianen, selten kleine Bäume, die häufig epiphytisch wachsen. Die Blätter sind ungestielt oder gestielt, gelegentlich asymmetrisch.
Die Blütenstände bilden Ähren aus 100 bis 450 (selten ab 35) Blüten. Blütenstiele fehlen oder sind selten extrem reduziert.
Die Nektarien sind gestielt, liegen – zumindest in der oberen Hälfte des Blütenstands- an der Blütenstandsachse am Blütenansatz an und sind schalen – oder sackförmig.
Die leuchtend gefärbten Blüten sind fünfzählig, die Kronblätter sind unverwachsen oder am Ansatz schwach verwachsen. Es gibt acht bis fünfundzwanzig (selten sechs) Staubblätter, die Staubfäden sind unverwachsen oder verwachsen mit der Krone. Die Fruchtknoten sind komplett zwei-, drei- oder fünfkammerig mit vier bis acht (selten bis zwölf) Samenanlagen per Kammer. Ein Griffel fehlt.

## Verbreitung
Die Gattung ist neuweltlich, ihr Verbreitungsgebiet reicht von Honduras über die Anden bis nach Nordbolivien und in das Hochland Guayanas.

## Systematik
Die Gattung enthält sieben Arten:
- Sarcopera anomala (Kunth) Bedell: Sie kommt von Kolumbien bis Bolivien vor.[1]
- Sarcopera aurantiaca (Spruce ex Gilg) de Roon & S.Dressler: Sie kommt vom südöstlichen Kolumbien bis zum nördlichen Brasilien vor.[1]
- Sarcopera cordachida (Ruiz & Pav. ex G.Don) Bedell ex S.Dressler: Sie kommt in Kolumbien, Ecuador und Peru vor.[1]
- Sarcopera flammifera de Roon & Bedell: Sie kommt vom südlichen Venezuela bis ins nördliche Brasilien vor.[1]
- Sarcopera rosulata de Roon & Bedell: Sie kommt in Costa Rica, Panama und Kolumbien vor.[1]
- Sarcopera sessiliflora (Triana & Planch.) Bedell: Sie kommt von Honduras bis Ecuador vor.[1]
- Sarcopera tepuiensis (de Roon) Bedell: Sie kommt im südlichen Venezuela, in Guayana und im nördlichen Brasilien vor.[1]

Sarcopera oxystylis (Baill.) Bedell ex Gir.-Cañas wird heute als Pseudosarcopera oxystylis (Baill.) Gir.-Cañas in die Gattung Pseudosarcopera Gir.-Cañas gestellt.